# Lezioni di volo (Baby K)
Lezioni di volo è il terzo EP della rapper italiana Baby K, pubblicato nel 2012.

## Tracce
1. Domani (feat. Gemitaiz)
2. Testacoda (feat. Ensi)
3. Feeling (feat. Ntò)
4. Cosa non farebbero (feat. Brusco)
5. Sigillato con un bacio (feat. La Miss)
6. Lezioni di volo